# Bullmastiff
En Bullmastiff er en muskuløs vagthund. Det siges at den i sin tid var en krydsning mellem 60% Engelsk Mastiff og 40% Old English Bulldog (uddød race), som sidenhen er blevet intenst stambogsført gennem mange år.
Racen er registreret i FCI, og har en specialklub i Danmark, ved navn Dansk Bullmastiff Klub. Klubben blev stiftet den 1. januar 1996.
Størrelsesmæssigt ligger hannerne (Efter FCI-racestandart) på 49.9-59 kg men kan veje mere, og en skulderhøjde på 63,5 – 68,5cm.
Tæverne bør have en vægt mellem 45-49.9 kg, og en skulderhøjde på 61-66cm.
Hunden bør af helhedsindtryk virke kraftig af bygning, harmonisk, og bør udstråle styrke uden at virke klodset. Af humør er bullmastiffen generelt en glad, stolt og humørfyldt hund.
De accepterede farver indenfor racen er: Alle nuancer af brindle, fawn eller rød. Små brystpletter er tilladt, men deciderede hvide aftegn er uønsket. Ydermere skal racen have en maske, hvilket vil sige en markant mørkere farve i ansigt og ører. Masken er med til at give hunden udtryk.
```
  
Temperament
```

En Bullmastiff er loyal, vagtsom, kraftfuld, selvsikker, modig, kærlig, Trofast, Hengiven, Rolig, Beskyttende, godmodig, reserveret, Føjelig, Frygtløs, Træningsegnet, Intelligent, Territorial, Glad, Lydig, Stolt og Viljestærk
Eksterne henvisninger
- Wikimedia Commons har flere filer relateret til Bullmastiff
- Dansk Bullmastiff Klub